# Orepukia dugdalei
Orepukia dugdalei – gatunek pająka z rodziny Cycloctenidae. Występuje endemicznie na Nowej Zelandii.

## Taksonomia
Gatunek ten opisany został po raz pierwszy w 1973 roku przez Raymonda Roberta Forstera i Cecila Louisa Wiltona w czwartej części monografii poświęconej pająkom Nowej Zelandii. Jako miejsce typowe wskazano Cass w regionie  Canterbury.

## Morfologia
Holotypowa samica ma karapaks długości 2,7 mm i szerokości 2 mm oraz opistosomę (odwłok) długości 2,9 mm i szerokości 2,3 mm. Karapaks jest żółtawobrązowy z czarnymi przepaskami wychodzącymi zza oczu bocznych, łączącymi się w jedną przepaskę na jamce i jako taka sięgającymi do tylnego jego brzegu. Ośmioro oczu rozmieszczonych jest w dwóch prostych w widoku grzbietowym rzędach. W widoku od przodu przedni rząd jest prosty, zaś tylny lekko odchylony. Pomarańczowobrązowe szczękoczułki mają po 2 normalne i 5 drobnych zębów na przednich krawędziach bruzd i po 2 zęby na ich krawędziach tylnych. Odnóża są żółte z pomarańczowobrązowymi częściami odsiebnymi. Kolejność par odnóży od najdłuższej do najkrótszej to: IV, I, II, III. Pazurki górne mają 8 lub 9 ząbków, zaś pazurki dolne 3 ząbki. Opistosoma jest marmurkowana barwami szarą, czarną i kremową. Zaopatrzona jest w duży, owłosiony stożeczek. Kądziołki przędne przedniej pary są nieco dłuższe i znacznie grubsze niż tylnej.

## Występowanie i ekologia
Gatunek ten jest endemitem Nowej Zelandii, znanym tylko z regionu Canterbury na Wyspie Południowej. Spotykany był wśród mchów.